# 唐人镖客
《唐人镖客》（英語：Wang Yu, King of Boxers）是1972年上映的一部香港電影，由剑龙执导、王羽等人参演。该电影主要讲述一个人来到日本去找仇人的故事。

## 劇情簡介
有个人为了报仇，于是来到了日本，并在日本遇到了很多志同道合的人。
而后，经过他的努力，他终于找到了仇人，并将仇人杀死。

## 演员
- 张清清
- 龙飞
- 鲁平
- 王羽
- 山茅
- 薛汉
- 高宝树
- 马骥
- 康凯
- 雷鸣
- 王太郎
- 古军
- 葛小宝

## 備註
1. ↑  美版名字
2. ↑  英版名字
3. ↑  美版dvd名称
4. ↑  黃仁. . 2004年.
5. ↑  陈飞宝. . 1988年.
6. ↑  梁良. . 1984年.
7. ↑  刘新生. . 1999年.
8. ↑  . 1983年.

## 相關連結
- 互联网电影数据库（IMDb）上《唐人镖客》的资料（英文）
- 豆瓣电影上《唐人镖客》的資料 （简体中文）
- 香港影庫上《唐人镖客》的資料（繁體中文）
- 爛番茄上《唐人镖客》的資料（英文）